# Мій батько Євген
«Мій батько Євген» — документальний фільм знятий у 2010 році режисером Андрієм Загданським про свого батька кіносценариста Євгена Загданського, котрий протягом майже 20 років, 1961—1979, був головним редактором Київської студії науково-популярних фільмів. Розповідь автора про життя батька перемежовується з фрагментами науково-популярних фільмів 50-х — 70-х років та листами Євгена Загданського до сина у Нью-Йорк у 90-ті роки.
Фільм знімався у Києві та Нью-Йорку.

## Фестивалі та нагороди
- Нью-Йоркський єврейський кінофестиваль, Нью-Йорк, 2012
- Нью-Йоркський документальний кінофестиваль, DOC NYC, New York, 2011
- Міжнародний кінофестиваль «Jewish Eye» — Ашкелон, Ізраїль, 2011
- Міжнародний кінофестиваль «1001 документальний фільм», — Стамбул, Туреччина, 2011
- Краківський міжнародний кінофестиваль — Krakowski Festiwal Filmowy, Краків, 2011
- Міжнародний фестиваль документального кіно — Documentamadrid, Мадрид, 2011
- Міжнародний правозахисний кінофестиваль — Docudays UA, Київ, 2011
- Національна премія «Лавровая ветвь» за найкращий документальний фільм, Москва, 2010.
- Артдокфест, Москва 2010.
- Міжнародний фестиваль документального кіно в Амстердамі, IDFA, 2010.
- Київський міжнародний кінофестиваль, 2010 — Диплом жюри.

## Преса
"…історія батька та сина складається з декількох елементів: кінохроніка радянської епохи, блискучо відзняті кадри Нью-Йорка, сьогоднішнього Києва та закинутої кіностудії, сімейні кадри та фрагменти листів батька до сина. Все це об'єднано у приємно «дрейфуючу» біографічну оповідь, яка охоплює десятиліття у житті Євгена та Андрія. Фільм є абсолютно персональним, але на щастя, в жодному разі не слізливий. Мені особливо сподобалось як Загданський коментує кожен новий фрагмент кінохроніки: «Тут мені стільки-то років». Автора в кадрі немає, і це не домашні кінофільми, в жодному разі. Його вибір синтаксису підкреслює доволі складне відношення до кадрів на екрані (обоє, і покійний батько і син — кінематографісти) і до історії (і взаємовідносини цих кадрів з історією) і послідовно проходить крізь весь фільм. Спокійна естетика фільму нарочито старомодна, через що мені ще більше сподобався цей занурюючий у мрії фільм.

Джефф Райхерт Sundance Now

Найбільше з усіх побачених картин «Артдокфеста» я полюбила роботу Загданського. Це ще одне «прощання з СРСР», (таких фільмів немало; особливий, унікальний жанр виробили колишні радянські документалісти) яке в дуже точній пропорції з'єднало загальне, зовнішнє, соціально-політичне, і глибоко особисте, родинне, синовнє. Поетичне.

Ольга Шервуд Полит. Ру

«Мій батько Євген» вишуканий, імпресіоністський документальний фільм про історичне минуле з досвіду батька та сина. Використовуючи комбінацію архівних матеріалів, сімейних фільмів та кінострічки з батькової студії та невідчепні  кадри тепер порожньої кіностудії, Андрій розповідає складну історію сім'ї та держави.  Працюючи з грою текстур, режисер створює діалектику часу — батько завжди говорить і думає про майбутнє, син же постійно звертається до минулого — та біль вигнання, що є одночасно зворушливим та вишуканим…

Джордж Робінсон The Jewish Week

«Мій батько Євген» — об'ємна конструкція, в якій людське життя зображується у гранях різних епох, перевіряється розлуками та відстанню, так і не одне життя — автор веде діалог зі своїм батьком крізь час, дивиться на себе колишнього. Ключовий кадр — коли старий Загданський, вже самотній в своїй київській квартирі, відображується в склі книжної полиці, а за склом — якась афіша, постер з фотокарткою сина «заокеанського» періоду — prosperous film director Andrei Zagdansky. Київ та Манхеттен спалахують в картині по черзі і ніби коливаються на вагах.

Дар'я Борисова, газета «Культура»

## Знімальна група
- Автор сценарію та режисер: Андрій Загданський
- Оператор: Володимир Гуєвський
- Текст листів Євгена Загданського читає: Олександр Гельман
- Редактор: Вікторія Бондарь
- Монтаж звукових ефектів: Андрій Рогачев
- Перезапис: Борис Петер
- Продюсери: Андрій Загданський, Гліб Синявський
- Со-продюсер: Світлана Зінов'єва
- Тривалість фільму: 78 хв.
- Кіностудія: AZ Films L.L.C. за участі Inspiration Films

© 2010 AZ Films LLC и Inspiration Films